# Shining Power
Singles de Berryz Kōbō
Maji Bomber!!
(2010) Heroine ni Narō ka!
(2011)
Shining Power (シャイニング パワー) est le 24e single du groupe de J-pop Berryz Kōbō.

## Présentation
Le single, écrit, composé et produit par Tsunku, sort le 10 novembre 2010 au Japon sur le label Piccolo Town. Il atteint la 7e place du classement Oricon.
Il sort également dans quatre éditions limitées avec des pochettes différentes, notées "A" et "B" avec chacune en supplément un DVD différent, "C" sans DVD, et "Inazuma Eleven" avec une pochette liée à la série anime Inazuma Eleven et avec en supplément une carte de collection de la série. Le single sort aussi au format "single V" (vidéo DVD) deux semaines après. Une édition DVD "event V" sera aussi vendue lors de représentations du groupe.
La chanson-titre sert de thème de fin à la série anime Inazuma Eleven, comme les précédents titres du groupe : Seishun Bus Guide, Ryūsei Boy, Otakebi Boy Wao! et Maji Bomber!!. Elle figurera sur l'album 7 Berryz Times qui sort cinq mois plus tard.

## Formation
Membres créditées sur le single :
- Saki Shimizu
- Momoko Tsugunaga
- Chinami Tokunaga
- Māsa Sudō
- Miyabi Natsuyaki
- Yurina Kumai
- Risako Sugaya

## Liste des titres
Single CD
1. Shining Power (シャイニング パワー?)
2. Chotto Samishii na (ちょっとさみしいな?)
3. Shining Power (Instrumental) (シャイニング パワー...?)

DVD de l'édition limitée "A"
1. Shining Power (Dance Shot Ver.) (シャイニング パワー...?)

DVD de l'édition limitée "B"
1. Shining Power (Close-up Ver.) (シャイニング パワー...?)

Single V
1. Shining Power (シャイニング パワー?)
2. Shining Power (Another Dance Shot Ver.) (シャイニング パワー...?)
3. Making Eizô (メイキング映像?) (Making-of)

DVD de l'édition "event V"
1. Shining Power (Shimizu Saki Solo Ver.) (シャイニング パワー(清水佐紀 Solo Ver.)?)
2. Shining Power (Tsugunaga Momoko Solo Ver.) (シャイニング パワー(嗣永桃子 Solo Ver.)?)
3. Shining Power (Tokunaga Chinami Solo Ver.) (シャイニング パワー(徳永千奈美 Solo Ver.)?)
4. Shining Power (Sudo Maasa Solo Ver.) (シャイニング パワー(須藤茉麻 Solo Ver.)?)
5. Shining Power (Natsuyaki Miyabi Solo Ver.) (シャイニング パワー(夏焼雅 Solo Ver.)?)
6. Shining Power (Kumai Yurina Solo Ver.) (シャイニング パワー(熊井友理奈 Solo Ver.)?)
7. Shining Power (Sugaya Risako Solo Ver.) (シャイニング パワー(菅谷梨沙子 Solo Ver.)?)